# August Rosterg
August Rosterg (* 20. Februar 1870 in Massen; † 13. November 1945 in Stockholm) war ein deutscher Industrieller. Als Generaldirektor der Wintershall AG prägte er maßgeblich den deutschen Kalibergbau.

## Leben
Rosterg stammte aus einer westfälischen Bergarbeiterfamilie. Ab 1898 arbeitete er als Bohringenieur bei der Wintershall AG, heute K+S AG, die ihn mit der Leitung des Schachtbaus in Heringen (Werra) beauftragte.
1916 wurde Rosterg zum Generaldirektor der Wintershall AG ernannt. 1921 saß er im Aufsichtsrat der Westfalenbank AG. Nach dem Ersten Weltkrieg wurde Wintershall im Wesentlichen durch August Rosterg und den Industriellen Günther Quandt (1881–1954), dem ersten Mann von Magda Goebbels, zum führenden Kalikonzern Deutschlands ausgebaut. 1926 übernahm Rosterg den Vorstandsvorsitz von Wintershall und erlangte die Mehrheit der Aktienanteile. Damit befand sich der Kalikonzern praktisch im Besitz von Rosterg. 1944 ging er nach Schweden, wo er im November 1945 verstarb.
Nachfolger („Thronfolger“) von August Rosterg bei Wintershall wurde als Hauptaktionär und Vorstandsvorsitzender sein Sohn Heinz Rosterg, der schon seit 1935 Vorstandsmitglied war.

## Familie
August Rosterg war mit Dora Rosterg, geb. Strauch (1873–1913), verheiratet. Aus der Ehe gingen drei Kinder hervor: 1904 wurde Heinz Rosterg geboren, 1905 Dorothea (Thea) Rosterg und 1909 Wolfgang Rosterg. Während August Rosterg in der Zeit des Nationalsozialismus enge Beziehungen zur nationalsozialistischen Führung hatte und zum Freundeskreis des Reichsführers SS Heinrich Himmler gehörte, war der jüngste Sohn Wolfgang Rosterg, Feldwebel im Heer der Wehrmacht, gegen Kriegsende vom Nationalsozialismus desillusioniert. Er wurde in britischer Kriegsgefangenschaft von nationalsozialistischen Mitgefangenen des Verrats beschuldigt und am 23. Dezember 1944 gelyncht.

## Verwicklung in den Nationalsozialismus
Rosterg gehörte zu einer Gruppe von Industriellen, die Hitler im Jahr 1931 für den Fall eines Linksputsches 25 Millionen Reichsmark bereitstellten. Rosterg schrieb Artikel für den Völkischen Beobachter und war seit 1932 Mitglied im Keppler-Kreis, der nach 1933 zum „Freundeskreis Reichsführer SS“ umgewandelt wurde.
Im November 1932 gehörte er zu den Unterzeichnern der Eingabe von Industriellen, die Hitlers Kanzlerschaft forderte. Er nahm an dem Geheimtreffen vom 20. Februar 1933 von Industriellen mit Hitler teil, bei dem eine Wahlkampfhilfe von 3 Millionen Reichsmark für die NSDAP beschlossen wurde. 1940 wurde Rosterg Aufsichtsratsmitglied der Kontinentale Öl AG (Konti Öl).

## Ehrungen
Im osthessischen Bergbauort Neuhof ist eine Straße nach Rosterg benannt. Die Gemeinde hat die Straßenschilder um Tafeln ergänzt, die darauf hinweisen, dass er „Unterstützer und Nutznießer nationalsozialistischer Wirtschaftspolitik“ war. Sie informiert auf ihrer Website über Rostergs NS-belastete Biographie.
In Heringen war eine Straße nach Rosterg benannt.
Außerdem trug das Gebäude der Wintershall-Hauptverwaltung in Kassel seinen Namen. Dies wird aufgrund seiner problematischen Rolle als Förderer des Nationalsozialismus von dem Unternehmen nicht mehr so benannt.